# NGC 6342
NGC 6342 is een bolvormige sterrenhoop in het sterrenbeeld Slangendrager. Het hemelobject werd op 28 mei 1786 ontdekt door de Duits-Britse astronoom William Herschel.

## Synoniemen
- GCL 61
- ESO 587-SC6